# Napoli Basket Vomero 2009-2010
Questa pagina contiene i dati relativi a Napoli Basket Vomero per la stagione 2009-10.

## Roster
|    | Naz.                   | Ruolo | Sportivo           | Anno | Alt. |  |  |
| -- | ---------------------- | ----- | ------------------ | ---- | ---- |  |  |
| -  | Stati Uniti (bandiera) | P     | Joyce Ekworomadu   | 1986 | 174  |  |  |
| 4  | Serbia (bandiera)      | P     | Marija Erić        | 1983 | 164  |  |  |
| 10 | Italia (bandiera)      | P     | Immacolata Gentile | 1975 | 175  |  |  |
| -  | Italia (bandiera)      | G     | Masha Maiorano     | 1982 | 184  |  |  |
| 7  | Italia (bandiera)      | A     | Paola Mauriello    | 1981 | 184  |  |  |
| 12 | Francia (bandiera)     | G     | Sabrina Palie      | 1981 | 180  |  |  |
| -  | Rep. Ceca (bandiera)   | C     | Martina Rejchová   | 1983 | 192  |  |  |
| -  | Italia (bandiera)      | P     | Lucia Russo        | 1989 | 165  |  |  |
| -  | Italia (bandiera)      | A     | Silvia Sarni       | 1987 | 188  |  |  |
| 20 | Lituania (bandiera)    | A     | Kristina Vengrytė  | 1981 | 188  |  |  |
| 6  | Italia (bandiera)      | G     | Valeria Zampella   | 1990 | 175  |  |  |